# Ло Хуэйнин
Ло Хуэйнин (род. в октябре 1954, пров. Аньхой) — китайский политик, член ЦК КПК в 2012—2022 годах (кандидат с 2007 года). Заведующий Канцелярией Госсовета КНР по связям Центрального народного правительства в Специальном административном районе Сянган в 2020—2023 гг.
В 2016—2019 гг. глава парткома КПК пров. Шаньси, в 2013—2016 гг. глава парткома КПК пров. Цинхай, в 2010—2013 гг. её губернатор.
Доктор экономических наук.
Член КПК с 1982 года, член ЦК КПК 18 и 19-го созывов (кандидат 17-го созыва).

## Биография
По национальности ханец.
В годы культурной революции послан на низовую работу, в 1970-х — сталевар.
Окончил Аньхойский университет (1982) по специальности политэкономия.
В 1999—2003 гг. завотделом пропаганды и член посткома парткома пров. Аньхой.
В 1999—2002 гг. получал последипломное образование в бизнес-школе пров. Аньхой Китайского научно-технологического университета.
В 2000—2003 гг. получал докторат по экономике в Пекинском экономическом колледже Китайского народного университета.
С 2003 г. замглавы парткома и парторг провинциального правительства пров. Цинхай, в 2004—2009 гг. ректор провинциальной партшколы.
В 2010—2013 гг. губернатор пров. Цинхай (Северо-Западный Китай).
С марта 2013 года глава парткома пров. Цинхай (по 2016).
Женат.